# Elizabeth Alice Hawkins-Whitshed

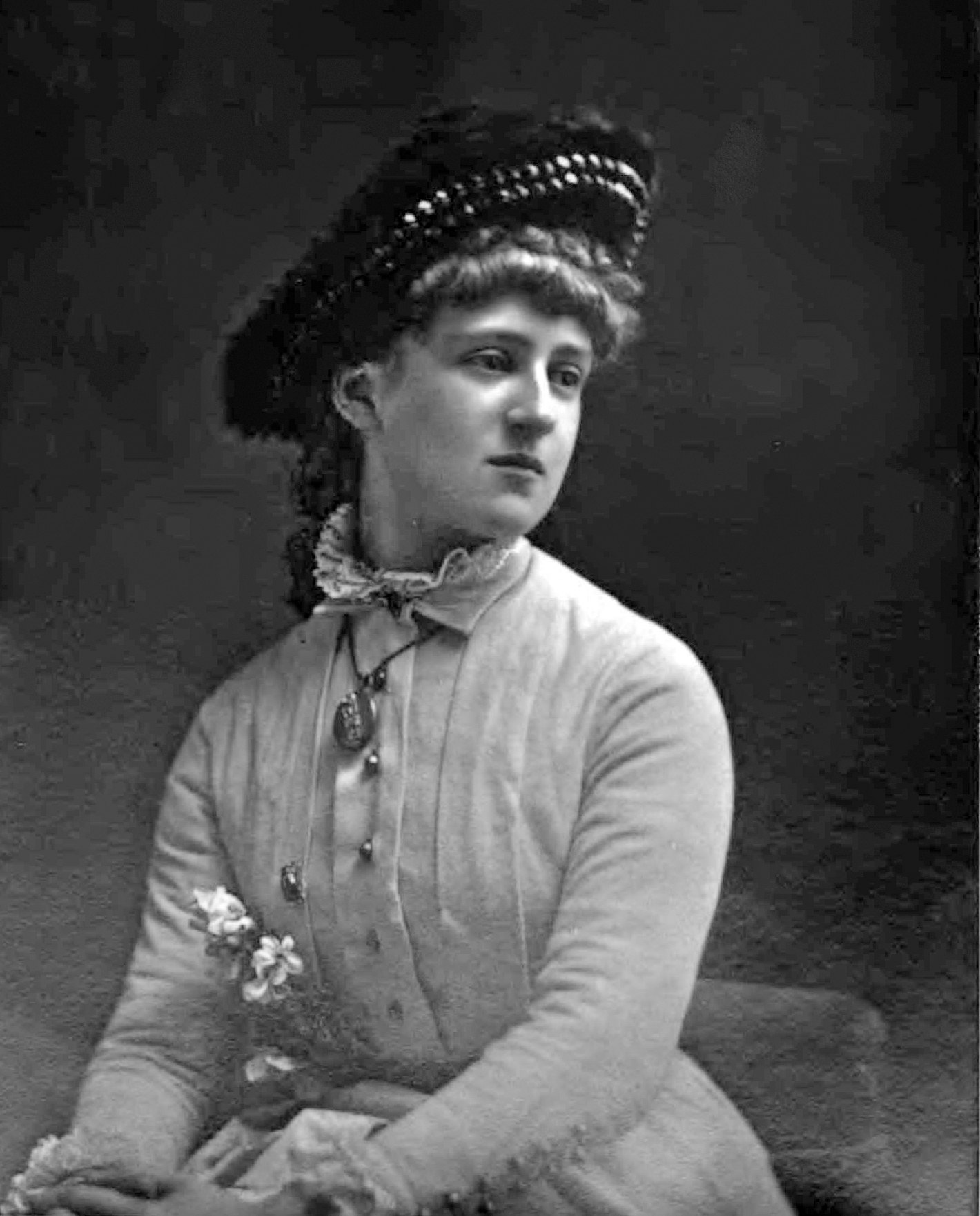
Elizabeth Alice Hawkins-Whitshed (als Mrs. F. Burnaby), ca. 1883, Aufnahme eines unbekannten Fotografen, Abzug auf Albuminpapier

Elizabeth Alice Frances Hawkins-Whitshed (* 1860 in Greystones oder 1861 in London; † 27. Juli 1934 in Llandrindod Wells), verwitwete Burnaby, verwitwete Main, seit 1900 Elizabeth Alice (Aubrey) Le Blond, war eine Bergsteigerin, Fotografin und Schriftstellerin irischer Herkunft. Sie war eine der bekanntesten Alpinistinnen ihrer Zeit; ihre Fotografien erschienen in Magazinen und den eigenen Büchern.

## Herkunft und Lebensweg
Elizabeth war das einzige Kind von Sir St Vincent Bentinck Hawkins-Whitshed, 3. Baronet (1837–1871), und dessen Frau Anne Alicia (geborene Handcock, 1837–1908). Der Familiensitz war Killincarrig House (Greystones, County Wicklow), wo Elizabeth die meiste Zeit ihrer Kindheit verbrachte. Das minderjährige Mädchen erbte im Alter von zehn Jahren ihres Vaters irischen Besitz und kam unter Amtsvormundschaft. Sie lebte mit ihrer Mutter sowohl in Killincarrig als auch in London. Sie erhielt seit dem achten Lebensjahr von einer Gouvernante einen lückenhaften Unterricht.
Am 25. Juni 1879, bald nach der Einführung des achtzehnjährigen Mädchens in die Londoner Gesellschaft, fand die Heirat mit Fred(erick Gustavus) Burnaby (1842–1885) statt, einem Oberst der Kavallerie und Abenteurer. Am 10. Mai 1880 kam der gemeinsame Sohn Harry (Arthur Gustavus St Vincent) Burnaby zur Welt. Bei einer militärischen Aktion wurde ihr Mann 1885 getötet; Elizabeth hatte wenig mehr als ein Jahr ihres Ehelebens gemeinsam mit ihm verbracht. Von 1883 bis 1900 lebte sie vorwiegend im „Engadiner Kulm“ in St. Moritz, wo sich seit den 1870er Jahren aristokratische Engländer für Winteraufenthalte begeisterten.
1886 heiratete sie John Frederic Main (1854–1892), einen Universitätsdozenten (Bristol, London) für Ingenieurwissenschaften. Eine Ehevereinbarung begünstigte ihren Mann mit einer Zahlung von tausend Pfund Sterling jährlich; er lebte fortan in Denver, wo er sich bis zu seinem Tod als Investmentbanker betätigte.
1900 heiratete sie Francis Bernard Aubrey Le Blond (1869–1951), ältester Sohn eines Kaufmanns (Familienname Aubrey Le Blond). Mit ihm bereiste sie 1912 Ägypten, Ceylon sowie den Fernen Osten und kehrte 1913 über Russland zurück.
Während des Ersten Weltkriegs arbeitete sie in Dieppe als Freiwillige im Sanitätsdienst des Militärs, Ende 1916 war sie wieder in London. Als Anhängerin der französischen Kolonialpolitik reiste sie 1920 nach Marokko und traf mit Hubert Lyautey zusammen. Ab 1922, nach der Übersiedlung ihres Sohnes nach Kalifornien, unternahm sie ausgedehnte Eisenbahnreisen in den Vereinigten Staaten. 1933 wurde sie Ritter der Ehrenlegion. Von einem schweren medizinischen Eingriff erholte sie sich nicht und starb 1934 in Llandrindod Wells (Denbighshire, heute Clwyd). Sie wurde am 31. Juli 1934 in London auf dem Friedhof Brompton beigesetzt.

## Bergsteigerin und gesellschaftlich engagierte Dame

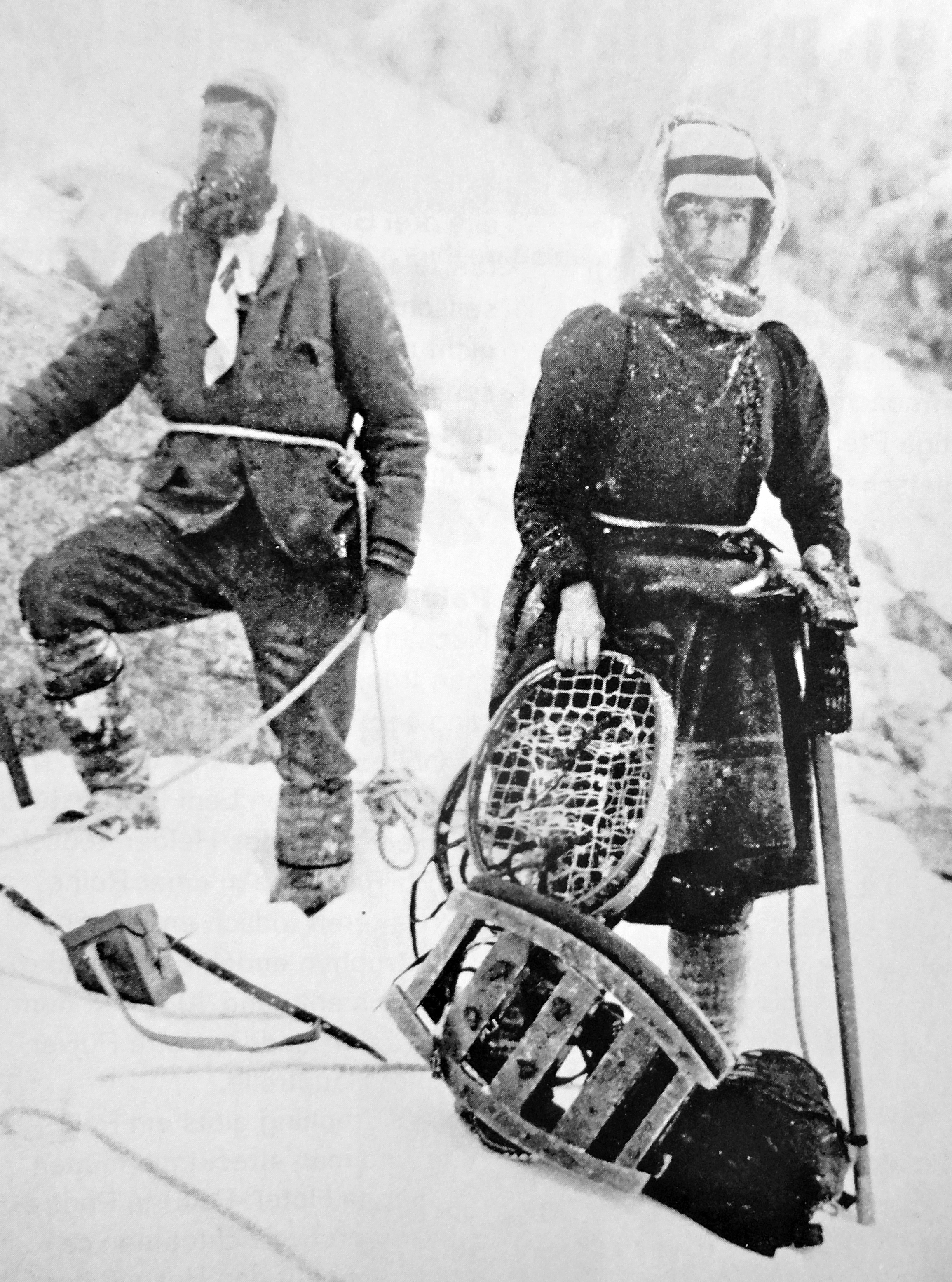
Mrs. Main (rechts) nach dem Abstieg vom Piz Morteratsch

Während eines Erholungsaufenthalts in Chamonix 1881 entdeckte sie die alpine Bergwelt für sich. Sie kam im Sommer 1882 wieder und bestieg, noch von einem Bergführer begleitet, die Grandes Jorasses und zweimal den Mont Blanc. Es gelangen ihr zwei Erstbesteigungen, 1883 La Vierge (im Gebiet des Glacier du Géant) und 1884 der Ostgipfel des Bishorns (4135 Meter, seitdem „Pointe Burnaby“ genannt). Ab 1883 unternahm sie regelmäßig auch Wintertouren, darunter etliche Wintererstbesteigungen (unter anderem Aiguille du Midi, beide Gipfel des Piz Palü, Piz Scerscen, Monte Disgrazia, Crast’ Agüzza und weitere Gipfel der Bernina-Gruppe, Dufourspitze). Ihr Verhalten galt als unschicklich, zumal sie immer wieder von ihren Ehemännern getrennt lebte. Einkünfte aus den Ländereien in Killincarrig ermöglichten ihr, die unterschiedlichsten Unternehmungen nach eigenem Gutdünken zu gestalten.
Sie bestand als erste Frau die Prüfung für Eislauf der Männer in St. Moritz, machte Fahrradtouren im Gebirge und nahm an frühen Autorennen in den Bergen teil. Sie erhielt die Goldspange der Schlittschuh-Vereinigung in St. Moritz. Bald war sie die bekannteste Bergsteigerin ihrer Zeit und startete Touren ausschließlich mit Frauen, so überquerte sie 1898 gemeinsam mit Evelyn McDonnell den Piz Palü ohne Führer. In den Jahren 1897 bis 1899 reiste sie, gemeinsam mit Josef Imboden und dessen Sohn, nach Nordnorwegen, wo sie, meist im Gebiet um den Lyngenford, zahlreiche Gipfelaufstiege unternahm, darunter 38 Erstbegehungen, davon 29 Erstbesteigungen. Ihre letzten Bergtouren in den Alpen machte sie 1903.
Ihr gesellschaftliches Engagement ging über die Förderung von Wintersportereignissen im Engadin weit hinaus. Sie gründete 1907 (eigenständig 1909) den Ladies’ Alpine Club in London, dessen Vorsitzende sie von 1907 bis 1912 und von 1933 bis 1934 war. Sie gründete das Forum (ein Club für Frauen) und den Anglo-French Luncheon Club. Erfolgreich war sie auch im Fundraising; bereits von 1916 bis 1918 hatte sie Spenden für das British Ambulance Committee gesammelt. Von 1920 bis 1924 unterstützte sie den British Empire Fund in der Beschaffung von Mitteln für die Reparatur der Kathedrale von Reims (Wiedereröffnung 1927). Sie setzte sich erfolgreich für die Aufstellung einer Statue für den französischen Marschall Ferdinand Foch in London ein.

## Fotografin, Filmpionierin und Schriftstellerin

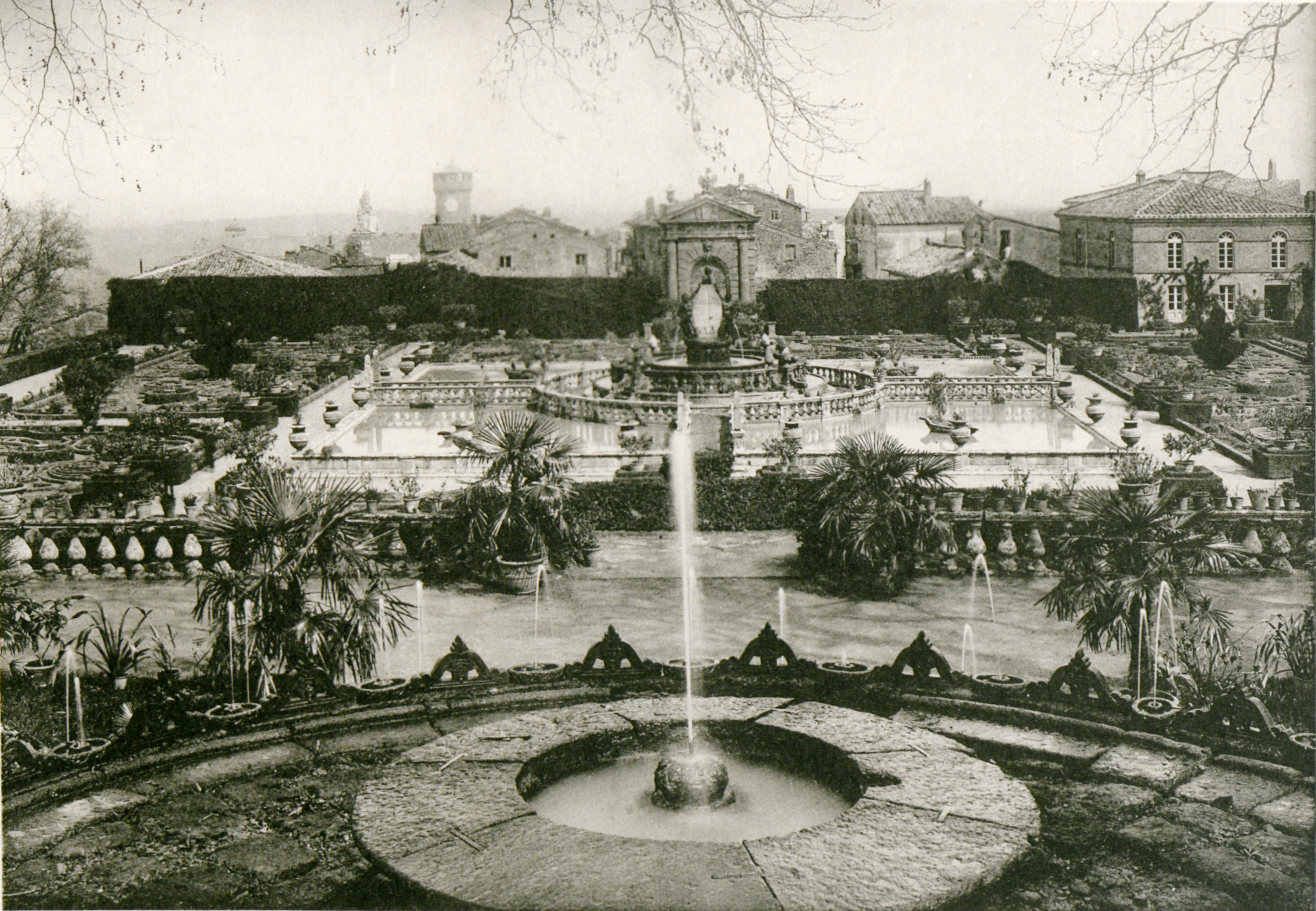
Aubrey Le Blond: Wasserparterre der Villa Lante (um 1910)

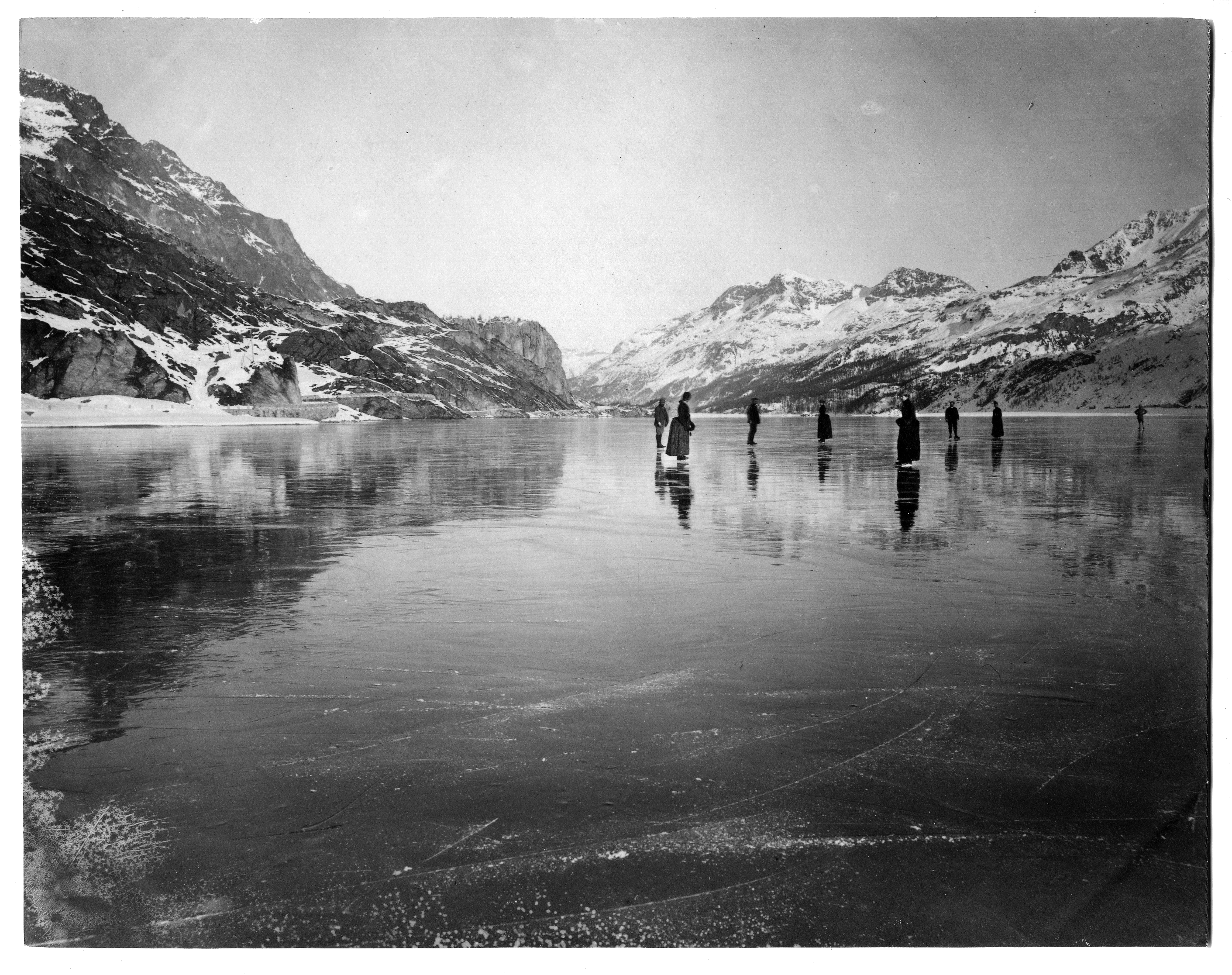
Elizabeth Main: Schlittschuhfahren auf dem Schwarzeis des Silsersees

Ihre zweite Leidenschaft war die Fotografie. Kenntnisse eignete sie sich autodidaktisch und durch Experimentieren an. Ihre Aufnahmen aus den Hochalpen waren zeitgenössisch sensationell und denen eines Vittorio Sella ebenbürtig. Sie wurden von der Royal Photographic Society ausgezeichnet, deren Mitglied sie seit 1886 war und deren Ausstellungen sie von 1889 bis 1901 regelmäßig belieferte. Sie fotografierte vorwiegend Schnee- und Bergmotive, aber auch Eisfigurenlauf, spanische Städte und italienische Gärten. Die Aufnahmen waren einem dokumentarischen Stil einfühlsamer Naturbeobachtung verpflichtet und erschienen unter wechselnden Namen in Zeitschriften und illustrierten ihre Bücher. Für schnell bewegte Motive verwendete sie Kameras mit modernem Schlitzverschluss von Ottomar Anschütz. Auf Einladung der britischen Armee hielt sie 1918 mit eigenen Bildern Diavorträge vor Soldaten.
Mit Filmaufnahmen von Rennschlitten- und Rodelabfahrten sowie Schlittschuhlaufen versuchte sie sich zwischen 1899 und 1902 als Filmpionierin. Die zehn Streifen aus dem Engadiner Tal mit einer Länge von jeweils etwa ein bis zwei Minuten wurden auch zum Verkauf angeboten.
Unter ihren Büchern finden sich, außer solchen zum Thema Bergsteigen, zwei Reiseführer, ein Unterhaltungsroman, eine historische Darstellung über die Zeit ihrer Vorfahren und Lebenserinnerungen. Sportliche Betätigung wurde von ihr unreflektiert positiv dargestellt.

## Bergführerdenkmal
Das Bergführerdenkmal in St. Niklaus Dorf ehrt u. a. Aubrey Le Bond als Gast der St. Niklauser Bergführer.

## Werke
Eigenständige Veröffentlichungen:
- The high Alps in winter, or, Mountaineering in search of health (1883)
- High life and towers of silence (1886)
- My home in the Alps (1892)
- Hints on snow photography (1894)
- Cities and sights of Spain (1900, 1904)
- True tales of mountain adventure, for non-climbers young and old (1902, 1915)
- Adventures on the roof of the world (1904, 1907, 1916)
- The story of an alpine winter (1907; Roman)
- Mountaineering in the land of the midnight sun (1908); Textarchiv – Internet Archive.
- Charlotte Sophie Countess Bentinck, her life and times, 1715–1800, 2 Bände (1912, 1926)
- The old gardens of Italy, how to visit them (1912, 1926; 92 Fotografien)
- Day in, day out (1928; Lebenserinnerungen)

Weitere Beiträge:
- Le massif de la Bernina (1894; von August Lorria, 15 Fotografien)
- The art of garden design in Italy (1906; von Henry Inigo Triggs, 28 Fotografien)
- Winter sports in Switzerland (1913; von Edward Frederic Benson, 47 Fotografien)
- The autobiography of Charlotte Amélie, Princess of Aldenburg … 1652–1732 (1913; Übersetzung von Mémoires de Charlotte-Amélie de La Trémoîlle, nach einem Manuskript)
- The Dunkelgraf mystery (1929; Ergänzungen zu Otto Viktor Maeckel, Das Rätsel von Hildburghausen)
- Intimate letters from Tonquin (1932; Übersetzung von Hubert Lyautey, Lettres de Tonkin et de Madagascar)

Darüber hinaus verfasste sie unter wechselnden Namen zahlreiche Artikel in Zeitungen und Magazinen, unter anderem in der englischen Zeitschrift Vanity Fair.

## Verschiedenes
In London lebte Elizabeth Le Blond im Stadtteil Westminster, St Ermin’s. Ihr Sohn heiratete 1929 und zog nach Washington. Er starb wenige Jahre nach dem Tod seiner Mutter an Lungentuberkulose. Killingcarrig erhielt den Namen Burnaby Estate, der Garten des Anwesens wurde ein Golfplatz. Die vom Ehepaar Le Blond im Fernen Osten erworbene, auch Raubgrabungen entstammende Sammlung koreanischen Porzellans wurde in Teilen dem Victoria and Albert Museum in London übergeben (Katalog von 1918). Die Filme gelten als verschollen, 420 Originalabzüge ihrer Bilder sind erhalten.